# Thailändska paviljongen
Thailändska paviljongen (engelska: The Royal Thai Pavilion), även kallad King Chulalongkorn Memorial, är en byggnad intill Holmsta gård i Utanede i Bispgården i Ragunda kommun. Den uppfördes 1997–1998 (invigd 1999), till minne av den thailändske kungen Chulalongkorns besök på platsen 1897.

## Historia

### Chulalongkorns resa
Kung Chulalongkorn (Rama V) besökte Sverige 1897 efter att ha mottagit en inbjudan från kung Oscar II att besöka allmänna konst- och industriutställningen i Stockholm. Kung Oscar II ville även visa den thailändske kungen andra delar av Sverige och två förslag lades fram. Det ena förslaget var att resa till Norrland och det andra var att resa söderut och till Norge. Kung Chulalongkorn valde Norrlandsresan bland annat då timmer på denna tid var Siams största exportprodukt. 
Först tog man sig upp till Härnösand. Därifrån åkte man båt längs Ångermanälven till Sollefteå. I Sollefteå bytte man färdmedel och tog tåget till Bispgården där man intog en måltid. Efter Bispgården tog man åter båt längs Indalsälven till Sundsvall. 
Mellan Bispgården och ångbåtsbryggan i Utanede reste sällskapet längs med en grusväg. De utländska gästerna väckte uppmärksamhet i bygden, och  den för tillfället pyntade vägen kantades av ett stort antal nyfikna människor. Kungens handsekreterare noterade den lokala uppvaktningen i anteckningarna från resan. Vid en upprustning av grusvägen 50 år senare fanns minnet fortfarande kvar efter det thailändska statsbesöket, och man beslöt att ge vägen namnet Kung Chulalongkorns väg.

### Planer på minnesbyggnad
Det dröjde ända till 1992 innan thailändare "upptäckte" Kung Chulalongkorns väg. Det var en grupp thailändska dansare på besök i kommunen som fick höra vägens namn. De blev förtjusta över att kung Chulalongkorn en gång varit där, och när de kom tillbaka till Thailand berättade de om vägen. 
Föreningen Chulalongkorns Minne (FCM) bildades 1993, och man bestämde sig att starta en insamling för att bygga en paviljong. Året efter (1994) bildades, på Ragunda kommuns initiativ och med företrädare både för svenska och thailändska intressen, en kommitté för att främja arbetet. 1997 påbörjades själva bygget av minnesbyggnaden. 

### Bygge och invigning
Platsen man hade valt för bygget visade sig vara besvärlig, då det var blålera ner till 20 meters djup. Dock hade thailändska munkar redan välsignat platsen varför den inte gick att byta. Man var därför tvungen att påla 30 meter ner i marken för att kunna bygga paviljongen.
1999 stod byggnaden färdig, och Ragunda kommun fick då paviljongen i gåva av Thailands vice premiärminister.

## Beskrivning
Paviljongen har en golvyta på 75 kvadratmeter, med en invändig takhöjd på 7 meter. Byggnadens höjd är 26 meter, inklusive den höga tornspiran. Paviljongen inramas av en stenmur av jämtländsk kalksten, med 20 kg tunga stenar. Byggnadens väggfärg är i vitt, taket i rött och både spiran och andra utsmyckningar i förgyllningsgult.
Själva bygget kostade cirka sju miljoner kronor, och därutöver tillkom ungefär tre miljoner kronor för diverse utsmyckningar – inklusive den förgyllda tornspiran. Finansieringen skedde genom insamlingar och olika sponsorer i Thailand och Sverige. Thailands kung Bhumibol Adulyadejs egna hantverkare stod för utsmyckningen, medan resten av husbygget hanterades av företag från Jämtland.
Thailändska paviljongen är en minnesbyggnad över kung Chulalongkorn, och inne i paviljongens mitt är en staty i brons rest över honom. Den är trots sin thailändska utformning ingen religiös helgedom (varken stupa eller pagod) och har ingen direkt koppling till buddhismen.